# 1-я стрелковая дивизия (Российская империя)
1-я стрелковая дивизия, с 1 января 1916 года, до этого 1-я стрелковая бригада — стрелковое соединение (с момента сформирования бригада, затем дивизия) в составе Русской императорской армии. 
Штаб-квартира бригады: Плоцк (1903 — 1904 гг., 1907 — 1909 гг.), Лодзь (1911 — 1914 гг.). В 1914 г. 1 сбр входила в 14-й армейский корпус.

## История
В 1870 году в Русской армии из стрелковых батальонов пехотных дивизий было сформировано восемь стрелковых бригад четырёхбатальоного состава, в том числе и 1-я стрелковая. Дислоцировалась в Привисленском крае. В период русско-японской войны 1-я, 2-я, 3-я, 4-я, 5-я и Восточно-Сибирские стрелковые бригады были развёрнуты в стрелковые дивизии соответствующих наименований (например — 1-я стрелковая дивизия). По окончании войны с Японией стрелковые дивизии вернули в прежний состав. 
В ходе Первой мировой войны 1 января 1916 года 1-я стрелковая бригада была вновь развернута в 1-ю стрелковую дивизию.
В период (года) своего существования соединение имело следующие наименования:
- 31.08.1870 — 09.09.1905 — 1-я стрелковая бригада;
- 09.09.1905[4] — 31.03.1906 — 1-я стрелковая дивизия;
- 31.03.1906 — 01.01.1916 — 1-я стрелковая бригада;
- 01.01.1916 — 10.01.1918 — 1-я стрелковая дивизия.

К январю 1918 года дивизия была полонизирована, 10 января 1918 года переименована в 4-ю польскую стрелковую дивизию и включена в состав 2-го Польского корпуса. Согласно приказу по Румынскому фронту от 19 февраля 1918 г. дивизия считалась расформированной с 10 января 1918 года.

## Состав бригады

### 1870—1905
- управление
- четыре стрелковых батальона
- 1-й стрелковый артиллерийский дивизион

### 1916—1918
- управление;
- 1-й стрелковый полк, год сформирования — 1835, праздник части — 6 декабря[7]
- 2-й стрелковый полк, год сформирования — 1834, праздник части — 6 декабря[7]
- 3-й стрелковый полк, год сформирования — 1826, праздник части — 6 декабря[7]
- 4-й стрелковый полк, год сформирования — 1839, праздник части — 22 июля[7]
- 1-я стрелковая артиллерийская бригада

## Командование бригады (дивизии)
(Командующий в дореволюционной терминологии означал временно исполняющего обязанности начальника или командира. Должности начальника дивизии соответствовал чин генерал-лейтенанта, и при назначении на эту должность генерал-майоров они оставались командующими до момента своего производства в генерал-лейтенанты).

### Начальники бригады (дивизии)
- 12.09.1870 — 14.09.1874 — генерал-майор Дохтуров, Сергей Иванович
- 14.09.1874 — 11.04.1881 — генерал-майор фон Эркерт, Георгий Гансович
- 11.04.1881 — 27.10.1886 — генерал-майор Столетов, Николай Григорьевич
- 10.11.1886 — 02.06.1900 — генерал-майор (с 30.08.1887 генерал-лейтенант) Лео, Михаил Христофорович
- 12.07.1900 — 12.01.1904 — генерал-майор Богаевский, Иван Венедиктович
- 12.01.1904 — 08.09.1904 — генерал-майор Русанов, Сергей Иванович
- 31.10.1906 — 24.03.1908 — генерал-майор Васильев, Фёдор Николаевич
- 03.04.1908 — 07.12.1910 — генерал-майор Мартынов, Евгений Иванович[8]
- 28.12.1910 — 27.09.1914 — генерал-майор Васильев, Владимир Михайлович
- 22.10.1914 — 14.12.1914 — генерал-майор Филимонов, Николай Григорьевич
- 24.12.1914 — 11.11.1915 — генерал-майор Карцов, Евгений Петрович
- 11.11.1915 — 14.05.1917 — генерал-майор (с 27.01.1916 командующий 1-й стрелковой дивизией) фон Коцебу, Павел Аристович
- 05.06.1917 — 14.01.1918 — командующий генерал-майор Родионов, Николай Петрович
- 14.01.1918 — хх.хх.хххх — (вр.и.д. начальника) генерал-майор Глясс, Владислав-Александр Эдуардович

### Начальники штаба бригады (дивизии)
Должность штаб-офицера при управлении бригады (позднее - начальника штаба бригады) была введена в 1-й — 5-й стрелковых бригадах 15 сентября 1889 года.
- 11.03.1890 — 09.08.1894 — подполковник (с 05.04.1892 полковник) Жданович, Николай Яковлевич
- 11.08.1894 — 27.11.1897 — подполковник (с 30.08.1894 полковник) Клембовский, Владислав Наполеонович
- 27.11.1897 — 20.02.1899 — полковник Белькович, Леонид Николаевич
- 12.03.1899 — 04.03.1904 — полковник Короткевич, Николай Николаевич
- 11.03.1909 — 15.09.1913 — полковник Кузнецов, Сергей Алексеевич[10]
- 28.09.1913 — 19.04.1914 — полковник Воронецкий, Владимир Владимирович
- 30.04.1914 — 23.02.1915 — и. д. полковник Герасимов, Евгений Михайлович
- 23.03.1915 — 01.04.1915 — полковник Томилин, Сергей Валерианович
- 07.04.1915 — 10.07.1916 — и.д. полковник барон фон Штакельберг, Карл Рудольфович
- 02.09.1916 — после 15.08.1917 — и. д. подполковник (с 15.08.1917 полковник) Воскобойников, Николай Порфирьевич

### Командиры бригады
Бригадное звено командования учреждалось в соединении при его развертывании в дивизию.
- 19.06.1905 — 16.12.1906 — генерал-майор Янушевский, Григорий Ефимович
- 25.02.1916 — 05.06.1917 — полковник (с 30.07.1916 генерал-майор) Родионов, Николай Петрович
- 05.06.1917 — 17.07.1917 — генерал-майор Ушаков, Александр Георгиевич
- 17.07.1917 — хх.хх.хххх — командующий полковник Линда, Евгений Фёдорович

### Командиры 1-й стрелкового артиллерийского дивизиона (с 4 июля 1916 г. — 1-й стрелковой артиллерийской бригады)
1-й стрелковый артиллерийский дивизион сформирован 20 декабря 1895 г. 4 июля 1916 г. к нему присоединен 2-й, вновь сформированный арт. дивизион, вместе они составили  1-ю стрелковую арт. бригаду.
- 01.10.1895 — 25.03.1896[11] — полковник Данилевский, Николай Егорович
- 16.04.1896 — 02.05.1897 — полковник Венюков, Анатолий Васильевич
- 02.05.1897 — 25.02.1900 — полковник Лучковский, Алексей Антонович
- 29.03.1900 — хх.хх.1905[12] — полковник Савельев, Николай Семёнович
- 20.06.1905[13] — 22.10.1911 — подполковник (с 29.06.1906 полковник) Мунтянов, Кузьма Евстафьевич
- 11.11.1911 — 17.12.1915 — полковник Данилович, Николай Александрович
- 10.02.1916 — 09.12.1916[14] — полковник Пыхачёв, Борис Васильевич
- 27.07.1916 — хх.хх.хххх — генерал-майор Сергеев, Владимир Петрович